# Gerd Staegemann
Gerd Staegemann (* 15. Januar 1927 in Stettin; † 15. Mai 1995 in Dresden) war ein deutscher Zahnmediziner und Professor an der Medizinischen Akademie „Carl Gustav Carus“ in Dresden. Darüber hinaus engagierte er sich politisch in der National-Demokratischen Partei Deutschlands.

## Leben
Er war der Sohn eines Zahnarztes. Am 1. April 1944 beantragte er die Aufnahme in die NSDAP und wurde zum 20. April desselben Jahres aufgenommen (Mitgliedsnummer 10.031.418). Nach Ablegen des sogenannten Notabiturs in Stettin wurde Staegemann 1944 zur Wehrmacht eingezogen. Nach seiner Kriegsgefangenschaft konnte er im Frühjahr 1946 ein Studium der Zahnmedizin an der wiedereröffneten Ernst-Moritz-Arndt-Universität Greifswald aufnehmen. Bereits 1949 erhielt Staegemann die Approbation als Zahnarzt. Gleichzeitig nahm er eine Tätigkeit als Wissenschaftlicher Assistent und Lehrbeauftragter an der Greifswalder Universitätsklinik für Zahn-, Mund- und Kieferkrankheiten auf. 1950 wurde Staegemann mit der Dissertation „Freie Transplantationen von Zahnkeimen im Hundeversuch“ in Greifswald promoviert, 1957 erfolgte seine Ernennung zum Oberarzt. 1958 habilitierte er sich mit der wissenschaftlichen Arbeit „Fremdkörperwirkungen“ und wurde 1959 zum Dozenten für Zahn-, Mund- und Kieferheilkunde an der Universität Greifswald ernannt. Zum 1. Januar 1961 erhielt er die Facharztanerkennung als Praktischer Zahnarzt. 
Am 1. September 1961 wurde er zum Professor mit Lehrauftrag für Zahnmedizin und Leiter der Prothetischen Abteilung an der Stomatologischen Klinik der Medizinischen Akademie Dresden ernannt. Zum 1. Dezember 1963 erfolgte seine Ernennung zum Professor mit vollem Lehrauftrag und am 1. September 1964 seine Berufung zum Professor mit Lehrstuhl für Zahn-, Mund- und Kieferheilkunde und Direktor der Stomatologischen Klinik und Poliklinik. Gleichzeitig wurde er Fachrichtungsleiter für Stomatologie. 1983 übernahm Staegemann das Direktorat der Poliklinik für Prothetische Stomatologie der Sektion Stomatologie an der Medizinischen Akademie Dresden. Mit Erreichen der Altersgrenze wurde Staegemann 1992 emeritiert.

### Ehrungen
- Verdienter Arzt des Volkes (1974)
- Vaterländischer Verdienstorden in Bronze
- Verdienstmedaille der DDR

### Politisches Wirken
Staegemann war seit 1950 Mitglied der NDPD. 1967 wurde er Mitglied des Bezirksausschusses Dresden der NDPD. Er war ab 1963 Nachfolgekandidat zur Volkskammer, ab 1966 bis 1990 Abgeordneter der Volkskammer. Staegemann ließ sich auch für die Volkskammerwahl 1990 nominieren und zog als einer von nur zwei NDPD-Abgeordneten in die erste frei gewählte Volkskammer ein.